# Meščorská nížina
Meščorská nížina (rusky Мещёрская низменность, Meščorskaja nizmennosť, případně zkrátka Мещёра – Meščora) je nížina v Moskevské, Vladimirské a Rjazaňské oblasti Ruské federace. Její název je odvozen od Meščerů, ugrofinského národa, který oblast obýval ve středověku.
Jedná se o sandr vzniklý v poslední době ledové a svažující se mírně od severu, kde dosahuje nadmořské výšky 120–130 m n. m., k jihu, kde dosahuje výšky 80–100 m n. m. Ze všech stran ji ohraničují řeky: Na severu Kljazma, na jihozápadě Moskva, jihu Oka a na východě Sudogda a Kolp.
Je zde mnoho jezer, bažin a rašelinišť. Tečou zde řeky Buža, Cna, Polja, Gus a Pra, které všechny patří do povodí Oky.
Části Meščorské nížiny jsou národními parky: Na západním úpatí nížiny je národní park Losí ostrov bezprostředně sousedící s městskou zástavbou Moskvy, ve Vladimirské oblasti leží národní park Meščora a v Rjazaňské oblasti Meščorský národní park.
Mezi umělce inspirované Meščorskou nížinou jsou řazeni malíři Isaak Iljič Levitan a Abram Jefimovič Archipov, skladatelé Alexandr Porfirjevič Borodin a Sergej Ivanovič Tanějev a spisovatelé Vasilij Semjonovič Grossman, Konstantin Georgijevič Paustovskij a Sergej Alexandrovič Jesenin.